# Эльдорадо (торговельна мережа)
«Эльдорадо» — російська торговельна мережа з продажу побутової електроніки. За даними за 2012 рік займала друге після «М. Відео» місце в Росії як з продажу на ринку побутової техніки та електроніки (8,6 % ринку), так і за часткою займаних торгових площ (21 %) . Штаб-квартира — в Москві.
Компанія була створена 1 вересня 1994 року (тоді було відкрито перший магазин компанії в Самарі). На початку 2005 року європейська компанія, великий роздрібний торговець побутової техніки та електроніки Dixons Group plc. отримала виняткове право на придбання контрольного пакету акцій «Эльдорадо» до 2011 року. За умовами опціону, ціна 100 % акцій «Эльдорадо» була встановлена в розмірі 1,9 млрд доларів. У червні 2007 року стало відомо, що DSG International відмовилася від виконання опціонної угоди.
З травня 2005 року компанія розвивала власну мережу салонів стільникового зв'язку з однойменною назвою (480 салонів зв'язку «Эльдорадо» на початок 2009 року). Планувалося збільшити кількість салонів до 490 на кінець 2009 року, але в зв'язку з фінансовою скрутою вся мережа салонів стільникового зв'язку була продана компанії МТС.
Спочатку одноосібним власником компанії був президент «Эльдорадо» Ігор Яковлєв. На початку 2008 року податкові органи пред'явили одному з юридичних осіб «Эльдорадо» податкові претензії на загальну суму майже в 15 млрд руб . Після цього банки-кредитори компанії зажадали дострокового погашення кредитів на суму 400 млн доларів, а постачальники припинили постачати товар, але чеський холдинг PPF надав позику в 500 млн доларів . У вересні 2008 року Яковлєв позбувся контрольного пакету «Эльдорадо», продавши 39 % акцій групи холдингу PPF, а 11 % — італійській страховій групі Assicurazioni Generali за суму близько 400—800 млн доларів. У грудні 2010 року PPF викупив частку італійської компанії за 46 млн євро. У серпні 2011 року чеська компанія викупила залишки «Эльдорадо» у його засновника, заплативши за 50 % мінус 1 акцію мережі 625 млн доларів.
У липні 2013 року мережа «М. Відео» отримала дозвіл Федеральної антимонопольної служби на покупку "Эльдорадо"у PPF, але з обмеженнями на домінування об'єднаної мережі в ряді регіонів . У грудні 2016 року почалися переговори, і в квітні 2017 року «М. Відео» і «Эльдорадо» були куплені фінансовою групою «Сафмар»..
У березні 2018 року «М. Відео» повідомило про покупку мереж «Эльдорадо». У квітні того ж року угода була завершена .

## Діяльність

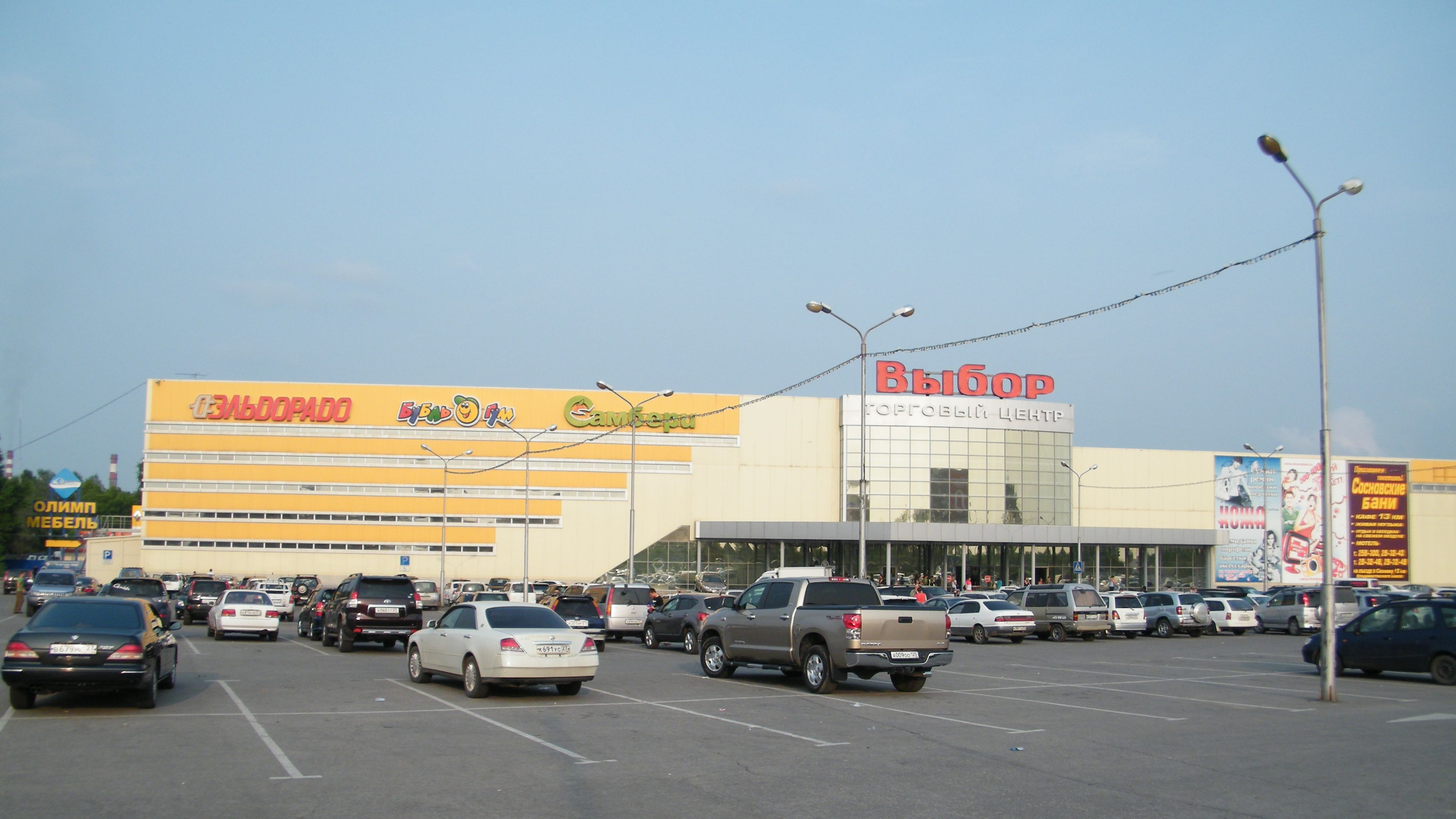
Магазин «Эльдорадо» в Хабаровську

На початок квітня 2013 року в мережу «Эльдорадо» входило 396 власних магазинів і 42 пункту замовлення і видачі товарів, а також ще близько 300 торгових точок, що працюють по франчайзингу . На початок 2013 року магазини «Эльдорадо» працювали більш ніж в 450 містах Росії .
У 2010 році «Эльдорадо» почала утилізацію побутової техніки та електроніки в обмін на придбання товарів в магазинах мережі, за 2010—2012 рік було утилізовано понад 1 мільйон одиниць побутової техніки .
У 2016 році роздрібні продажі збільшилися на 11,0 %, склавши 130 млрд рублів (з ПДВ) .
У 2015 році роздрібні продажі склали 117,490 млрд рублів (з ПДВ) .
У 2014 році роздрібні продажі виросли на 16,2 %, досягнувши 131,7 млрд руб (з ПДВ) .
У 2013 році роздрібні продажі мережі «Эльдорадо» склали 113,5 мільярда рублів (з ПДВ) — на 0,9 % більше в порівнянні з 2012 роком .
У 2012 році роздрібні продажі мережі «Эльдорадо» склали 112,423 млрд руб. (з ПДВ) — на 15,3 % більше в порівнянні з 2011 роком .
Обсяг інвестицій в розвиток мережі в 2011 році збільшився в порівнянні з 2010 роком в 2 рази і склав близько 100 млн доларів При цьому показник EBITDA склав 5,1 млрд рублів (6,1 %) .
2010 рік — оборот 97,8 мільярда рублів .
2009 рік — оборот мережі склав 89 млрд рублів, або 2,8 млрд доларів .

## Elenberg

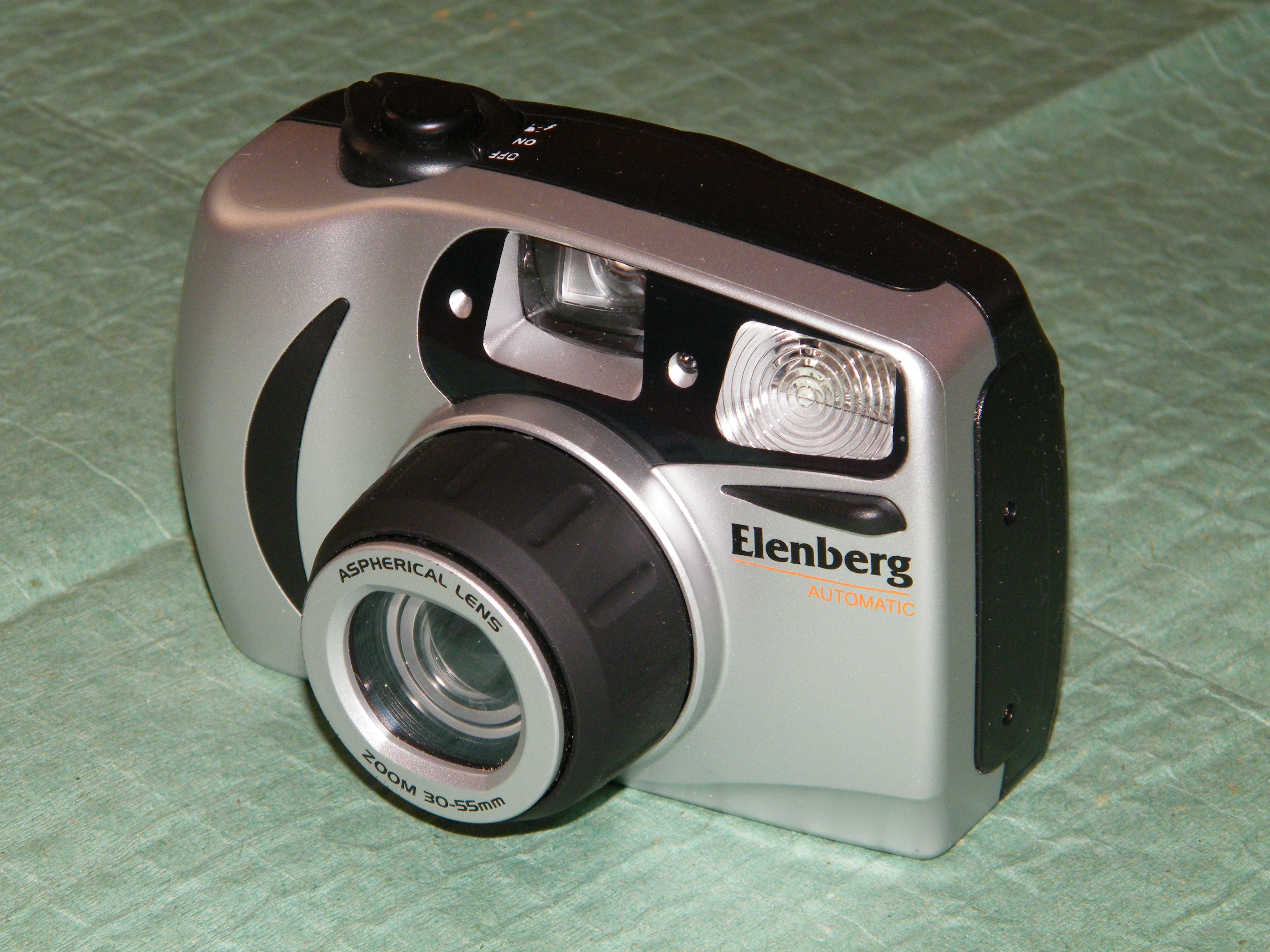
Фотоапарат Elenberg 501AZ, випускався на замовлення торгової мережі «Эльдорадо»

Elenberg — спочатку власна торгова марка (private label) торгової мережі «Эльдорадо». Фактично товари виробляються на території Китаю і Туреччини різними заводами і потім збираються в Калінінграді ТОВ «Радиоимпорт-Р», «Телебалт» та іншими підприємствами. За даними 2006 року, на частку Elenberg припадало близько 10 % продажів «Эльдорадо», в 2008 році — 8 %.